# Ossie Davis
Raiford Chatman Davis (ur. 18 grudnia 1917 w Cogdell, zm. 4 lutego 2005 w Miami Beach) – amerykański aktor, reżyser, pisarz, poeta i aktywista społeczny.
Davis działał na rzecz równouprawnienia i zniesienia dyskryminacji rasowej. Był współorganizatorem marszu na Waszyngton 28 sierpnia 1963. Był bliskim przyjacielem i wspierał działania Martina Luthera Kinga i Malcolma X.

## Wybrana filmografia

### Aktor
- Bez wyjścia (1950) jako John Brooks
- Kardynał (1963) jako ojciec Gillis
- Wzgórze (1965) jako Jacko King
- Łowcy skalpów (1968) jako Joseph Lee
- Sam Whiskey (1969) jako Jedidah Hooker
- Niewolnicy (1969) jako Luke
- Zróbmy to jeszcze raz (1975) jako Elder Johnson
- Trefny towar (1979) jako kpt. John Geiberger
- Harry i syn (1984) jako Raymond
- Szkolne oszołomienie (1988) jako trener Odom
- Rób, co należy (1989) jako Da Mayor
- Joe kontra wulkan (1990) jako szeryf
- Malaria (1991) jako wielebny Purify
- Gladiator (1992) jako Noah
- Malcolm X (1992) jako Eulogy Performer
- Dwaj zgryźliwi tetrycy (1993) jako Chuck
- Klient (1994) jako sędzia Harry Roosevelt
- Autobus (1996) jako Jeremiah
- Dziwak z Central Parku (1996) jako Midge Carter
- Dr Dolittle (1998) jako Archer Dolittle
- Przewodnik dusz (1999) jako Mordecai
- Dinozaur (2000) - Yar (głos)
- Zgromadzenie obrońców (2003) jako wielebny Gregory
- Ona mnie nienawidzi (2004) jako Judge Buchanan
- Słowo na L (2004 - 2005)

### Reżyser
- Bawełniany przekręt (1970)
- Black Girl (1972)
- Wojna Gordona (1973)
- Countdown at Kusini (1976)
- Kongi's Harvest (1978)